# Ammerschwihr
Ammerschwihr är en kommun i departementet Haut-Rhin i regionen Grand Est (tidigare regionen Alsace) i nordöstra Frankrike. Kommunen ligger i kantonen Kaysersberg som tillhör arrondissementet Ribeauvillé. År 2022 hade Ammerschwihr 1 594 invånare.

## Befolkningsutveckling
Antalet invånare i kommunen Ammerschwihr
| Referens: INSEE |